# Lygodactylus klugei
Lygodactylus klugei, também conhecida como bribinha-da-caatinga é uma espécie de lagartixa, um lagarto da família Gekkonidae. A espécie L. klugei, pertence ao gênero Lygodactylus, e é nativa do nordeste do Brasil.
A predação do L. klugei, é influenciada tanto pela ação de predadores naturais, como aves e mamíferos, quanto pela deterioração de seu habitat. 
A pressão predatória imposta por esses animais pode reduzir significativamente as populações de presas, alterando a dinâmica ecológica, que contribui para a vulnerabilidade das espécies, enfraquecendo suas defesas naturais e comprometendo sua capacidade de sobrevivência.  A expectativa de vida da espécie é estimada em torno de 3-5 anos em condições naturais. 

## Etimologia
O nome específico, klugei, é em homenagem ao herpetólogo americano Dr.Arnold G. Kluge.
O nome do gênero Lygodactylus vem do grego, onde "lygos" significa "flexível" ou "delicado", e "dactylus" significa "dedo", e pode ser traduzido como "dedo flexível" ou "dedo delicado". 
Uma indicação ao tamanho pequeno e à agilidade dos lagartos desse gênero, que possuem dedos adaptados para a escalada e a locomoção em superfícies verticais, como troncos e rochas.

## Alcance geográfico
A L. klugei pode ser encontrada nos estados brasileiros da Bahia, Ceará, Piauí e Rio Grande do Norte.

## Caracteristicas
O Lygodactylus klugei é um pequeno gecko, pertencente à família Gekkonidae. Possui uma aparencia delicada e bem adaptada ao seu ambiente natural, seu corpo é esguio e compacto, com um comprimento total de cerca de 6 a 8 cm, incluindo a cauda,com uma cabeça de tamanho moderado, destacando-se pelos grandes olhos redondos, que são comuns entre os geckos e proporcionam uma visão aguçada. 
Seu corpo apresenta uma tonalidade básica amarelada e marrom claro, com padrões irregulares de listras horizontais e manchas escuras. Essas marcas ajudam o gecko a se misturar com o ambiente rochoso e com a vegetação seca de savana, dificultando sua identificação por predadores.
A coloração também pode ser influenciada por fatores como a idade e o estado de saúde do animal. Em indivíduos mais jovens, as manchas podem ser mais pronunciadas e visíveis, enquanto em adultos, a coloração tende a se tornar mais uniforme, com padrões menos evidentes. Essa alteração ao longo da vida do gecko reflete uma adaptação contínua ao seu ambiente.

## Habitat
O habitat natural preferido de L. klugei é a savana.
Habita principalmente florestas tropicais, e tem preferência por ambientes arbóreos e rochosos, onde se refugia em fendas de árvores e pedras, aproveitando a cobertura densa da vegetação pra se proteger de predadores e para caçar.
A espécie também está adaptada a viver em florestas tropicais densas, e seu habitat é limitado a regiões com temperaturas estáveis e uma umidade constante, características essenciais para seu comportamento e ciclo de vida. 

## Dieta
L. klugei se alimenta principalmente de insetos e aranhas, mas também come néctar.
São lagartos insetívoros, alimentam-se de uma grande variedade de pequenos invertebrados presentes no ambiente, são caçadores e conhecidos por sua agilidade, que os ajuda a capturar presas em movimento com grande eficiência.
Sua alimentação e comportamento social estão intimamente ligados aos recursos presentes em seu habitat, que consiste em presas e refúgios adequados.
A dieta do Lygodactylus klugei é composta principalmente por:
- Insetos (formigas, moscas, besouros): 70-80%
- Néctar (de flores): 10-20%
- Outros artrópodes (aranhas, ácaros, pequenas larvas): 5-10%
- Outros pequenos invertebrados (como centopéias ou pequenos crustáceos, se presentes no habitat): 5%

## Reprodução
L. klugei é um lagarto ovíparo. Sua reprodução é sexuada, com a fêmea depositando ovos em locais seguros, como fendas ou cavidades, onde os filhotes nascem independentes e já com características adultas. 
O ciclo de vida e a sobrevivência dessa espécie estão fortemente ligados às condições ambientais de seu habitat, sendo influenciados por fatores como temperatura e umidade. A espécie evita predadores naturais, como aves e mamíferos, utilizando sua agilidade e camuflagem para se proteger. 
L. klugei se reproduz em zonas de transição entre florestas e savanas, onde a vegetação oferece abrigo e fontes de alimento, garantindo sua sobrevivência em um ambiente natural seguro ideal para a sua alimentação, reprodução e proteção.  